# Carl Koeppen (Bauunternehmer)
Carl Friedrich Ferdinand Koeppen (* 1844 in Groß Schönebeck; † 6. Juli 1930 Lehnitz) war ein deutscher Bauunternehmer.
Carl Koeppen war ein Sohn des Maurers Christian Friedrich Koeppen in Groß Schönebeck. Nach abgeschlossener Maurerausbildung ließ er sich als Maurermeister in Berlin nieder und wurde später Ratsmaurermeister. 1874 gründete er das Baugeschäft Carl Koeppen. Im selben Jahr heiratete er Augustine Louise Clara Reichstein. Seine Baufirma errichtete in Berlin zahlreiche Gebäude, einige auch nach eigenen Entwürfen, zum Beispiel das eigene Haus in der Brunnenstraße 5. Sein 1877 geborener Sohn Walter wurde um 1907 Mitinhaber des Baugeschäfts. Um 1924 zog er sich als Rentier nach Lehnitz bei Oranienburg zurück. Das Baugeschäft Carl Koeppen existierte noch bis 1946.

## Bauten in Berlin
- 1875: Mietshaus Badstraße 32 in Wedding (Ausführung) Eintrag 09030165 in der Berliner Landesdenkmalliste
- 1876: Central-Arbeits-Nachweis in Mitte (heute Franz-Mett-Sporthalle) Eintrag 09035181 in der Berliner Landesdenkmalliste
- 1878 und 1894–1895: Friedhof der Georgen-Parochial-Gemeinde in Weißensee (Ausführung) Eintrag 09030621 in der Berliner Landesdenkmalliste
- 1895–1897: Stiftung Die Hospitäler zum Heiligen Geist und St. Georg in Gesundbrunnen (Ausführung) Eintrag 09030421 in der Berliner Landesdenkmalliste
- 1896–1897: Mietshaus Graunstraße 32 in Wedding Eintrag 09030201 in der Berliner Landesdenkmalliste
- 1896–1899: Aufstockung und Erweiterung des Lazarus-Krankenhauses in Gesundbrunnen Eintrag 09030286,T in der Berliner Landesdenkmalliste
- 1896–1897: Mietshaus Brunnenstraße 5 in Mitte Eintrag 09011301 in der Berliner Landesdenkmalliste
- 1899–1900: Villa Eichenallee 16 in Westend Eintrag 09096141 in der Berliner Landesdenkmalliste
- 1903–1904: Versöhnungs-Privat-Straße in Gesundbrunnen Eintrag 09030384 in der Berliner Landesdenkmalliste
- 1905–1906: Umbau Berliner Prater in Prenzlauer Berg Eintrag 09065178 in der Berliner Landesdenkmalliste
- 1905–1906 und 1910–1911: Posadowsky-Häuser in Gesundbrunnen (zusammen mit Walter Koeppen) Eintrag 09030448 in der Berliner Landesdenkmalliste
- 1907–1908: Anstaltsgebäude mit Waschhaus der Stephanus-Stiftung in Weißensee (Entwurf) Eintrag 09046386 in der Berliner Landesdenkmalliste
- 1908–1909: Kapelle des Luisenstädtischen Friedhofs in Kreuzberg (zusammen mit Walter Koeppen) Eintrag 09046166,T,001 in der Berliner Landesdenkmalliste
- 1910–1912: Kapelle des St. Petri-Friedhofs in Friedrichshain (Ausführung nach Entwurf von Walter Koeppen) Eintrag 09085068 in der Berliner Landesdenkmalliste
- 1912: Mietshaus Schönhauser Allee 140 in Prenzlauer Berg Eintrag 09050082 in der Berliner Landesdenkmalliste
- 1912–1913 Landhaus Koeppen in Hermsdorf (Ausführung nach Entwurf von Walter Koeppen) Eintrag 09012378 in der Berliner Landesdenkmalliste
- 1912–1913: Verwaltungsgebäude Rückerstraße 9 in Mitte Eintrag 09035186 in der Berliner Landesdenkmalliste
- 1913–1914: Wohnhaus Hohenzollernstraße 10 in Wannsee Eintrag 09075542 in der Berliner Landesdenkmalliste
- 1935 Umbau Kastanienallee 84 in Prenzlauer Berg Eintrag 09065102,T in der Berliner Landesdenkmalliste